# Rebollar (Cáceres)
Rebollar ist ein spanischer Ort und eine Gemeinde (municipio) mit 196 Einwohnern (Stand: 2024) in der Provinz Cáceres in der autonomen Gemeinschaft Extremadura.

## Lage und Klima
Rebollar liegt knapp 85 km (Fahrtstrecke) nordnordöstlich der Provinzhauptstadt Cáceres in einer Höhe von ca. 620 m. Der Río Jerte begrenzt die Gemeinde im Südosten.

## Bevölkerungsentwicklung
| Jahr      | 1930 | 1950 | 1970 | 1981 | 1991 | 2001 | 2011 | 2021 |
| Einwohner | 332  | 424  | 319  | 281  | 279  | 248  | 226  | 210  |

## Wirtschaft
Die Landwirtschaft incl. der Viehzucht (ganadería) bildet die Wirtschaftsgrundlage der Gemeinde; infolgedessen haben sich einige kleinere verarbeitende Betriebe angesiedelt.

## Sehenswürdigkeiten
- Katharinenkirche (Iglesia de Santa Cantalina de Alejandría)